# 普洛
普洛（法語：Pleaux，法語發音：[plo]）是法国康塔尔省的一个市镇，属于莫里亚克区。

## 地理
普洛（45°8'5"N, 2°13'35"E）面积92.39 平方千米，位于法国奥弗涅-罗讷-阿尔卑斯大区康塔爾省，该省份为法国中南部省份，位于法國中央高原中心，北起科雷兹省、上盧瓦爾省和多姆山省，西接洛特省和科雷兹省，南至阿韦龙省和洛特省，东临上盧瓦爾省和洛泽尔省。
与普洛接壤的市镇（或旧市镇、城区）包括：阿利、阿尔纳克、巴里亚克莱博斯凯、布拉雅克、沙尔维尼亚克、绍瑟纳克、克罗德蒙特韦尔、圣厄拉利、圣马丹康塔莱斯、贝斯、里亚克克圣里耶、圣于连欧布瓦、苏尔萨克。

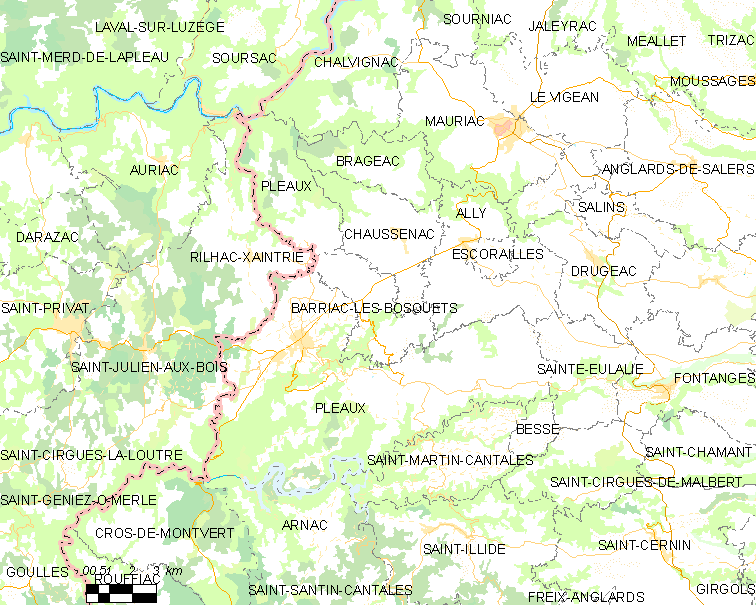
普洛的OSM定位图

普洛的时区为UTC+01:00、UTC+02:00（夏令时）。

## 行政
普洛的邮政编码为15700，INSEE市镇编码为15153。

## 政治
普洛所属的省级选区为莫里亚克县。

## 人口

1962-2008年间普洛人口变化图示

普洛于2022年1月1日时的人口数量为1464人。